# Yuxarı Çiyni
Yuxarı Çiyni è un comune dell'Azerbaigian situato nel distretto di Ucar.